# R Hydrae
R Hydrae (R Hya) ist ein veränderlicher Stern vom Typ Mira im Ostteil des Sternbildes Wasserschlange.
Die Helligkeit von R Hydrae schwankt mit einer Periode, die zurzeit 389 Tage beträgt, zwischen +3,5 und +10,9m. Die Periode von R Hydrae verändert sich langsam. Sie betrug zu Beginn des 18. Jahrhunderts 500 Tage und nimmt seitdem langsam ab.
Der Zeitraum vom Maximum zum Minimum beträgt 198 Tage, der vom Minimum zum Maximum 191 Tage.
Während des Helligkeitsmaximums ist der Stern mit bloßem Auge gut zu sehen, während man im Minimum ein Teleskop von mindestens 5 Zentimeter Objektivöffnung zur Beobachtung  benötigt.
R Hydrae ist ca. 730 Lichtjahre entfernt und gehört der Spektralklasse M an. Der Stern hat mit etwa 2100 K eine sehr geringe Oberflächentemperatur.